# Zaōnishiki Toshimasa
Pour les articles homonymes, voir Toshimasa.
Zaōnishiki Toshimasa (蔵玉錦 敏正, Zaōnishiki Toshimasa), né Toshimasa Adachi (安達 敏正, Adachi Toshimasa) le 3 septembre 1952 à Yamagata, Yamagata et mort le 9 août 2020, est un lutteur de sumo japonais.

## Biographie
Il fait ses débuts professionnels en septembre 1970 et atteint la division supérieure en novembre 1976. Son plus haut rang était maegashira 1. Il prend sa retraite en janvier 1983 et devient un aîné au sein de l'association japonaise de sumo sous plusieurs noms successifs. Il atteint l'âge de la retraite obligatoire (65 ans) en septembre 2017, mais est réembauché par l'écurie de Tokitsukaze pour cinq ans en tant que consultant. En septembre 2019, il prend finalement sa retraite trois ans avant la fin de son contrat.
Zaōnishiki a révélé en 2014 qu'il avait suivi un traitement pour un cancer du poumon. Il meurt d'un myélome multiple le 9 août 2020 à l'âge de 67 ans.